# 누가 백만장자가 되고 싶은가?

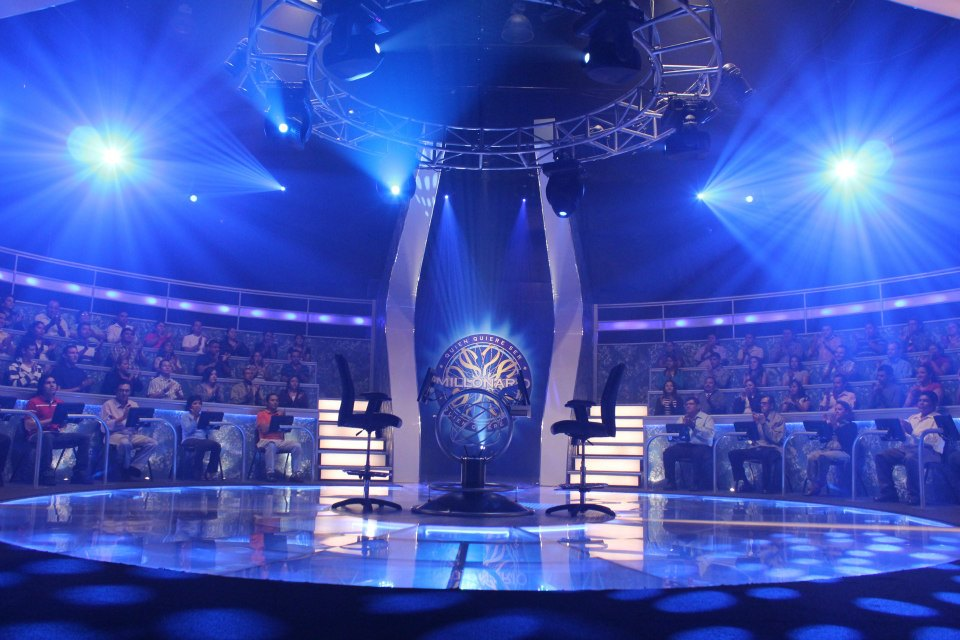

《누가 백만장자가 되고 싶은가?》(영어: Who Wants to Be a Millionaire?)는 여러 난이도로 된 다항식 문제에 올바르게 답하면 많은 현금을 제공하는 게임 쇼이다. 처음 영국에서 시작되었으며, 데이비드 브리그스, 마이크 화이트힐, 스티븐 나이트가 개발하였다. 이 프로그램의 라이선스는 소니 픽처스 텔레비전이 제공한다.
원래의 영국 버전은 1998년 9월 4일 크리스 태런트가 진행하는 ITV에서 첫 방영되었으며, 2014년 2월 11일에 마지막 에피소드를 선보인 후 쇼가 취소되었다. 부활 시리즈는 2018년 5월 5일부터 11일까지 20주년을 기념하기 위해 부활한 7개의 에피소드로 구성되었으며, 제러미 클라크슨이 진행하였다. 부활 시리즈는 비평가와 팬으부터 대부분 긍정적인 평가를 받았고, 높은 시청률로 ITV가 여러 시리즈를 위해 쇼를 이어나가도록 이끌었다. 영국에서 첫 방영 이후, 게임 쇼의 국제판은 전 세계적으로 약 160개국에서 방영되었다.

## 같이 보기
- 슬럼독 밀리어네어